# Colégio dos Inglesinhos
O Convento dos Inglesinhos, também chamado de English College, Lisbon, foi um seminário católico romano que existiu do século XVII ao século XX. Atualmente, seu prédio serve como espaço de eventos em Lisboa.

## História
Em 1624, um colégio para estudantes ingleses que pretendiam estudar para o sacerdócio católico e para o trabalho missionário na Inglaterra foi fundado em Lisboa por Pedro Coutinho, membro de uma família importante. Era conhecido como Santos Pedro e Paulo (com maior formalidade o Pontifício Colégio Inglês de São Pedro e São Paulo de Lisboa). Foi agraciado com os mesmos direitos e privilégios do English College de Roma e foi um dos Colégios Pontifícios no sentido de ser controlado centralmente a partir de Roma, um do grupo substancial de instituições criadas com o objetivo de manter a fé na Igreja Católica na Inglaterra, Irlanda e Escócia.
A força motriz por trás da fundação foi o padre William Newman (1577-1640), embora ele nunca tenha se tornado o chefe do Colégio. A Newman foi confiada a administração da propriedade do falecido Nicholas Ashton, um capelão católico em Lisboa. O progresso inicial foi lento após um mandato papal do Papa Gregório XV em 1622, com apenas uma igreja erguida na propriedade cedida por Coutinho, que também deu a doação. Richard Smith, um bispo católico na Inglaterra, ajudou e enviou um de seus arquidiáconos, Joseph Haynes (também Hynes, Harvey). A fundação foi apoiada pela chegada de um grupo de alunos e professores do English College de Douai em 1628, sendo o seu primeiro presidente Haynes. Entretanto, ele morreu repentinamente, logo após a inauguração do colégio em 1629.
O segundo presidente foi Thomas White, vulgo Blacklow, com William Clifford como vice-presidente. Ele esteve no Colégio por três anos a partir de 1630. Suas regras para seu governo o colocaram sob o bispo de Calcedônia (o título usado na época pelo bispo católico na Inglaterra). Buscando mais financiamento e estudantes na Inglaterra, ele ficou insatisfeito com os resultados e renunciou.
O Convento sofreu gravemente com o terremoto de 1755, mas continuou seu trabalho. O Colégio finalmente fechou em 1973.